# Karel I van Napels
Karel I van Napels (21 maart 1227 - Foggia, 7 januari 1285), ook bekend als Karel van Anjou, was tussen 1266 en 1282 koning van Sicilië en tussen 1266 en zijn dood koning van Napels. Daarnaast wist hij ook de heerschappij over verscheidene andere graafschappen in het oostelijk Middellandse Zeegebied te verkrijgen. Hij was afkomstig uit het vooraanstaande huis Capet.

## Biografie

### Vroege jaren
Karel was een kind uit het huwelijk van koning Lodewijk VIII van Frankrijk en Blanca van Castilië maar werd geboren na overlijden van de koning. Volgens het plaatselijk recht werd hij wel beschouwd als kind van de koning. Als jongste zoon was hij voorbestemd voor een functie bij de kerk of in het bestuur, maar het lukte zijn moeder in 1246 een strategisch huwelijk voor hem te sluiten met de erfgenaam van de graafschappen Provence and Forcalquier, Beatrix van Provence. Zo kreeg Karel naast Beatrix zeggenschap over deze grondgebieden. Een jaar later verkreeg hij ook het graafschap Anjou. Het was echter in conflict geraakt met zijn schoonmoeder Beatrix van Savoye die onder meer het land van Fourcalquier claimde.

### Zevende kruistocht en opstand in de Provence
Hij bereikte een schikking met haar in 1247 omdat hij samen met zijn broer Alfons, zijn oudste broer, koning Lodewijk IX, ging vergezellen op de Zevende Kruistocht.
Hij vocht in de kruistocht mee tijdens het Beleg van Damietta en de Slag bij El-Mansoera. In mei 1250 keerde hij samen met Alfons terug naar Frankrijk. Ten tijde van zijn afwezigheid was er een opstand in de Provence tegen hem uitgebroken en in twee jaar tijd wist hij de opstandelingen in de grote steden te verslaan. Ze erkenden hem vervolgens in zijn volle recht als hun heer.

### Koninkrijk Sicilië en Napels
In 1252 werd hij door paus Innocentius IV benaderd om het koningschap van Sicilië op zich te nemen, een strategisch stuk grondgebied in de machtsstrijd tussen de kerk en de wereldlijk heerser. Omdat deze benoeming bijna zeker een oorlog zou meebrengen, verbood zijn broer de koning hem om het plan door te zetten. Vervolgens zorgde zijn oudste broer er voor, als scheidsrechter in de Vlaams-Henegouwse erfstrijd, dat Karel niet kon gaan heersen over het graafschap Henegouwen, dat hem was aangeboden door Margaretha van Vlaanderen. Hij keerde daarop terug naar de Provence waar het nog altijd onrustig was. Uiteindelijk werd het conflict door bemiddeling van Jacobus I van Aragon in 1262 beslecht. In dat jaar werd hem opnieuw, ditmaal door paus Urbanus IV, de kroon van Napels en Sicilië aangeboden. In juli 1263 sloot hij een verdrag met de paus. Hij wist financiële leningen af te sluiten bij Orlando Bonsignori en Hendrik van Castilië die hem in staat stelden een leger op de been te brengen voor verovering van Sicilië en Napels.
Karel kwam op 23 mei 1265 aan in Rome en werd aldaar uitgeroepen tot koning van Sicilië. Op 6 januari werd hij vervolgens gekroond. Ondertussen was zijn leger door de Alpen getrokken om slag te leveren met de nog heersende koning Manfred van Sicilië. Dit leidde tot de Slag bij Benevento waar het leger van Manfred werd verslagen en hijzelf ook sneuvelde. Hierop verdween al snel de weerstand tegen zijn koningschap in zijn nieuwe koninkrijk. Hij sloot Manfreds drie zonen, van 9 (Frederik), 7 (Enzio) en 4 jaar (Hendrik), op in Castel del Monte en hield hen daar twaalfduizend dagen (van 1268 tot 1299) gevangen, 'als beesten geketend aan de muren', gecastreerd, hun ogen uitgebrand.
Hij kreeg echter al snel te maken met tegenstand van Konradijn, de neef van Manfred, die het koningschap opeiste. Karel wist hem te verslaan bij Tagliacozzo en gevangen te nemen. Na een proces waarin Konradijn schuldig werd bevonden werd de zestienjarige kroonpretendent onthoofd.
Vervolgens begon Karel I van Napels zijn macht verder naar het oosten uit te breiden. Na de dood van zijn eerste vrouw, Beatrix van Provence, trachtte hij een huwelijk te sluiten met Margaretha van Hongarije, maar deze was daar niet voor beschikbaar, officieel trad ze in een klooster. Het lukte wel een huwelijk te sluiten met Margaretha van Tonerre, afkomstig uit het oudere huis Bourgondië. Ondertussen had hij ook veel macht in Rome gekregen en na de dood van paus Clemens VI was hij in staat om de Heilige Stoel drie jaar vacant te houden.

### Achtste kruistocht

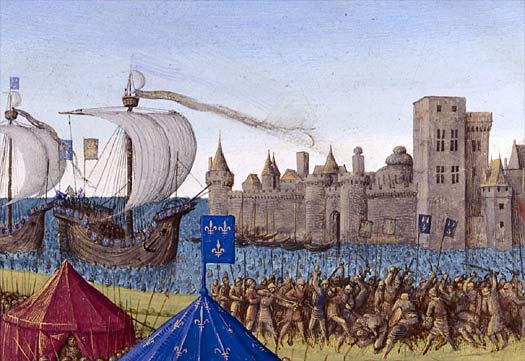
Het beleg van Tunis, miniatuur geschilderd door Jean Fouquet in de Grandes Chroniques de France.

De kalief van Tunis, Muhammad I al-Mustansir, was een vazal geweest van Sicilië, maar na de val van Manfred verbrak hij zijn banden met het koninkrijk. Er waren geruchten dat Karel een kruistocht plande met als doel Constantinopel, maar zijn broer Lodewijk IX was gewillig om het kruis opnieuw op te nemen. Hij werd door zijn broer overtuigd om Tunis aan te vallen, maar volgens Geoffrey de Beaulieu was de koning ervan overtuigd dat de kalief kon worden bekeerd tot het christendom als hem militaire steun werd gegeven.
Het duurde enige tijd voordat Karel in het kamp van de kruisvaarders kwam, vlak voor zijn aankomst was zijn broer koning Lodewijk overleden en daarop werd diens zoon Filips uitgeroepen tot de nieuwe Franse koning. Er werd vervolgens een verdrag met de kalief gesloten dat vrij voordelig was voor Karel. Zo verkreeg hij een grote oorlogsvergoeding van de kalief, maar er werd ook afgesproken dat de Hohenstaufen-vluchtelingen uit het kalifaat verbannen werden.

### Koning van Albanië
Na zijn terugkomst breidde Karel van Napels zijn bezittingen aan de Adriatische kust verder uit door het veroveren van de stad Durazzo en andere gebieden in Albanië en riep zich vervolgens uit tot koning van Albanië. In 1272 kwam hij in conflict met de Ghibellijnen die de dienst uitmaakten in Genua en financierde hij opstanden tegen de Ghibellijnen in het noorden van Italië. In 1277 kocht hij tevens de claim van Maria van Antiochië op het koningschap van Jeruzalem en ondernam hij actie om de adel in het gekrompen Koninkrijk Jeruzalem trouw aan hem te laten zweren.
De plannen van Karel van Napels om Constantinopel in te nemen waren enige jaren tot stilstand gebracht door gesprekken tussen de paus en de Byzantijnse keizer over mogelijke hereniging van de kerken, maar na de verkiezing van paus Martinus IV kreeg hij de pauselijke goedkeuring om op te trekken tegen Constantinopel. Hij begon zijn campagne in het despotaat Epirus, maar hij werd enkele malen door de Byzantijnen verslagen. In de lente van 1282 was Karel druk bezig een vloot samen te stellen om Constantinopel aan te vallen.

### Opstand: Siciliaanse Vespers

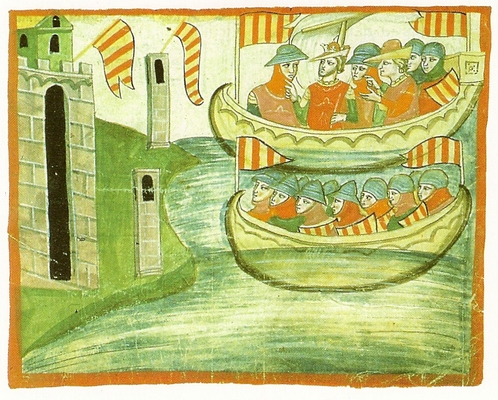
De aankomst van het leger van Peter III van Aragon in Trapani, miniatuur uit de Nouva Chronica van Giovanni Villani.

Op 30 maart 1282 begon een grootschalige opstand tegen Karel van Napels in Palermo. De Fransen hadden zich hier niet populair gemaakt door onder meer de hoge belastingen. De moord op een Franse officier in de stad die dag gaf het startsein voor een bloedbad in de straten van Palermo. De volgende ochtend waren er tweeduizend Fransen vermoord en hadden de rebellen de stad in handen. Kort daarop viel ook de stad Messina in de handen van de opstandelingen. Peter III van Aragon, die gehuwd was met Constance, een dochter van Manfred, liet daarop aanspraken op de troon van Sicilië gelden.
In eerste instantie zochten de Siciliaanse communes hun heil bij de paus, maar deze excommuniceerde hen vanwege zijn eigen Franse belangen. Karel wist de steun van zijn neef Filips III te verwerven in het conflict en op 6 augustus begon hij met de herovering van Sicilië. De Sicilianen begrepen dat ze niet zonder buitenlandse steun hun opstand van Karel konden winnen en wenden zich daarop toch tot de koning van Aragon en op 30 augustus ging het Aragonese leger aan land bij Trapani, waardoor de opstand was uitgegroeid tot een Europese oorlog. Vier dagen later werd hij door de commune van Palermo, bij gebrek aan een aartsbisschop, uitgeroepen tot koning van Sicilië.
Toen het jaar 1282 ten einde liep trachtte Karel de oorlog te beslechten met een tweegevecht en volgens de bepalingen zouden beide vorsten honderd ridders meenemen om voor hen te vechten. Het gevecht zou in Bordeaux op neutraal terrein plaatsvinden. Ondertussen ging de oorlog onverminderd door en waren de Aragonezen de Straat van Messina overgestoken. In afwezigheid van Karel die in Frankrijk was, stond het land onder de regentschap van zijn oudste zoon Karel van Salerno. Op 1 juni 1283 zou het duel tussen beide vorsten worden gevoerd, maar doordat er geen tijdstip was afgesproken bleef het geschil onbeslist.
De oorlog sleepte zich daarna onverminderd voort. De Angevijnse vloot was enkele malen verslagen door de Aragonezen en bij terugkomst van Karel van Napels in zijn koninkrijk was zijn zoon in Aragoneze gevangenschap en stond de situatie er wankel voor. Hij hervatte direct zijn militaire campagne in Calabrië en overleed tijdens zijn campagne in Foggia.

## Nalatenschap

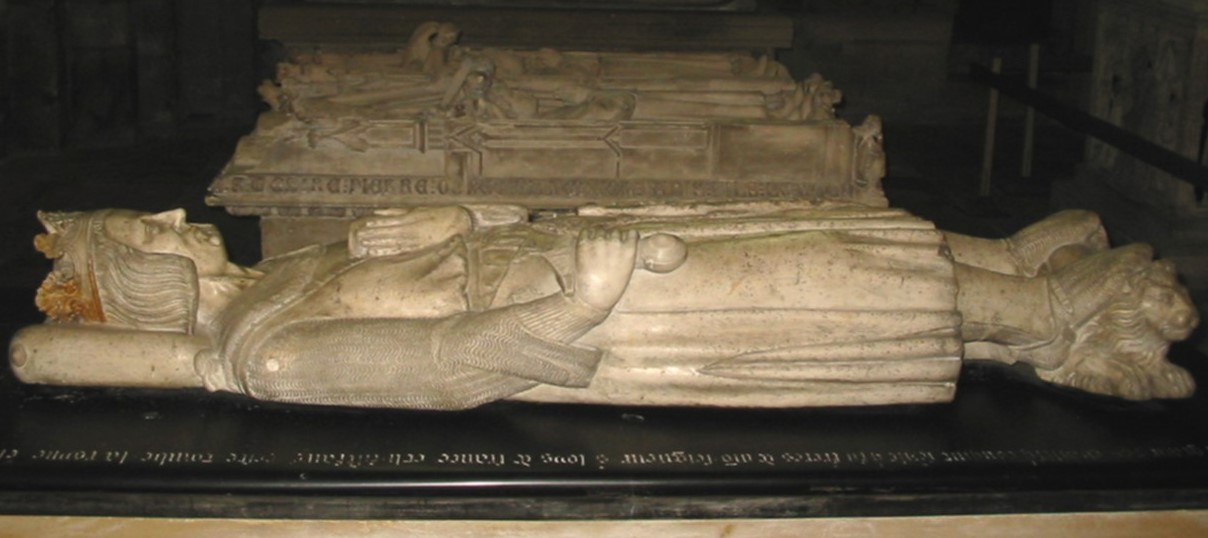
Tombe van Karel I van Napels in de Kathedraal van Saint-Denis

Na zijn dood erfde zijn zoon Karel al zijn vaders titels, ondanks dat hij op dat moment een gevangene was. Een regentschap van de Heilige Stoel en Robert II van Artesië bestuurde het land tijdens diens gevangenschap. Pas in 1288 werd Karel II vrijgelaten door de Aragonezen. De oorlog met Aragon zou tot in 1302 duren toen de Vrede van Caltabellotta werd gesloten tussen de strijdende partijen.
Karel van Napels komt ook voor in De Goddelijke Komedie van Dante Alighieri waar hij buiten de poort van het vagevuur te zien is met zijn rivaal Peter.

## Huwelijken en kinderen
Op 31 januari 1246 huwde Karel met Beatrix van Provence in Aix-en-Provence, zij was de dochter van graaf Raymond Berengarius V van Provence. Zij kreeg tijdens dit huwelijk de volgende kinderen:
- Lodewijk (1248)
- Blanca (1250-1269), huwde met Robrecht III van Vlaanderen.
- Beatrix (1252-1275), huwde met Filips I van Courtenay.
- Karel (1254-1309), volgde zijn vader als koning op.
- Filips (1255-1277), titulair koning van Thessalonica.
- Robert (1258-1265)
- Elisabeth (1261-1300), huwde met Ladislaus IV van Hongarije.

Na de dood van Beatrix hertrouwde Karel met Margaretha van Tonnerre met wie hij één kind kreeg:
- Margaretha (1268-1276)

## Kwartierstaat (voorouders)
| Lodewijk VII van Frankrijk (1120–1180) | Lodewijk VII van Frankrijk (1120–1180) | Lodewijk VII van Frankrijk (1120–1180) | Lodewijk VII van Frankrijk (1120–1180) | Lodewijk VII van Frankrijk (1120–1180) | Lodewijk VII van Frankrijk (1120–1180) | Adelheid van Champagne (ca. 1140-1206) | Adelheid van Champagne (ca. 1140-1206) | Adelheid van Champagne (ca. 1140-1206) | Adelheid van Champagne (ca. 1140-1206) | Adelheid van Champagne (ca. 1140-1206)  | Adelheid van Champagne (ca. 1140-1206)  |                                         |                                         | Boudewijn V van Henegouwen (ca. 1150-1195) | Boudewijn V van Henegouwen (ca. 1150-1195) | Boudewijn V van Henegouwen (ca. 1150-1195) | Boudewijn V van Henegouwen (ca. 1150-1195) | Boudewijn V van Henegouwen (ca. 1150-1195) | Boudewijn V van Henegouwen (ca. 1150-1195) | Margaretha van de Elzas (ca. 1140/45-1194) | Margaretha van de Elzas (ca. 1140/45-1194) | Margaretha van de Elzas (ca. 1140/45-1194) | Margaretha van de Elzas (ca. 1140/45-1194) | Margaretha van de Elzas (ca. 1140/45-1194) | Margaretha van de Elzas (ca. 1140/45-1194) |                                 |                                 | Sancho III van Castilië (ca. 1134-1158) | Sancho III van Castilië (ca. 1134-1158) | Sancho III van Castilië (ca. 1134-1158) | Sancho III van Castilië (ca. 1134-1158) | Sancho III van Castilië (ca. 1134-1158) | Sancho III van Castilië (ca. 1134-1158) | Blanca van Navarra (na 1133-1156)    | Blanca van Navarra (na 1133-1156)    | Blanca van Navarra (na 1133-1156)    | Blanca van Navarra (na 1133-1156)    | Blanca van Navarra (na 1133-1156) | Blanca van Navarra (na 1133-1156) |                                 |                                 | Hendrik II van Engeland (1133-1189) | Hendrik II van Engeland (1133-1189) | Hendrik II van Engeland (1133-1189) | Hendrik II van Engeland (1133-1189) | Hendrik II van Engeland (1133-1189) | Hendrik II van Engeland (1133-1189) | Eleonora van Aquitanië (1122/24–1204)               | Eleonora van Aquitanië (1122/24–1204)               | Eleonora van Aquitanië (1122/24–1204)               | Eleonora van Aquitanië (1122/24–1204)               | Eleonora van Aquitanië (1122/24–1204)               | Eleonora van Aquitanië (1122/24–1204)               |  |  |  |  |  |  |  |  |  |  |  |  |  |  |  |  |  |  |  |  |  |  |  |  |  |  |  |  |  |  |  |  |  |  |  |  |  |  |  |  |  |  |  |  |  |  |  |  |
| Lodewijk VII van Frankrijk (1120–1180) | Lodewijk VII van Frankrijk (1120–1180) | Lodewijk VII van Frankrijk (1120–1180) | Lodewijk VII van Frankrijk (1120–1180) | Lodewijk VII van Frankrijk (1120–1180) | Lodewijk VII van Frankrijk (1120–1180) | Adelheid van Champagne (ca. 1140-1206) | Adelheid van Champagne (ca. 1140-1206) | Adelheid van Champagne (ca. 1140-1206) | Adelheid van Champagne (ca. 1140-1206) | Adelheid van Champagne (ca. 1140-1206)  | Adelheid van Champagne (ca. 1140-1206)  |                                         |                                         | Boudewijn V van Henegouwen (ca. 1150-1195) | Boudewijn V van Henegouwen (ca. 1150-1195) | Boudewijn V van Henegouwen (ca. 1150-1195) | Boudewijn V van Henegouwen (ca. 1150-1195) | Boudewijn V van Henegouwen (ca. 1150-1195) | Boudewijn V van Henegouwen (ca. 1150-1195) | Margaretha van de Elzas (ca. 1140/45-1194) | Margaretha van de Elzas (ca. 1140/45-1194) | Margaretha van de Elzas (ca. 1140/45-1194) | Margaretha van de Elzas (ca. 1140/45-1194) | Margaretha van de Elzas (ca. 1140/45-1194) | Margaretha van de Elzas (ca. 1140/45-1194) |                                 |                                 | Sancho III van Castilië (ca. 1134-1158) | Sancho III van Castilië (ca. 1134-1158) | Sancho III van Castilië (ca. 1134-1158) | Sancho III van Castilië (ca. 1134-1158) | Sancho III van Castilië (ca. 1134-1158) | Sancho III van Castilië (ca. 1134-1158) | Blanca van Navarra (na 1133-1156)    | Blanca van Navarra (na 1133-1156)    | Blanca van Navarra (na 1133-1156)    | Blanca van Navarra (na 1133-1156)    | Blanca van Navarra (na 1133-1156) | Blanca van Navarra (na 1133-1156) |                                 |                                 | Hendrik II van Engeland (1133-1189) | Hendrik II van Engeland (1133-1189) | Hendrik II van Engeland (1133-1189) | Hendrik II van Engeland (1133-1189) | Hendrik II van Engeland (1133-1189) | Hendrik II van Engeland (1133-1189) | Eleonora van Aquitanië (1122/24–1204)               | Eleonora van Aquitanië (1122/24–1204)               | Eleonora van Aquitanië (1122/24–1204)               | Eleonora van Aquitanië (1122/24–1204)               | Eleonora van Aquitanië (1122/24–1204)               | Eleonora van Aquitanië (1122/24–1204)               |  |  |  |  |  |  |  |  |  |  |  |  |  |  |  |  |  |  |  |  |  |  |  |  |  |  |  |  |  |  |  |  |  |  |  |  |  |  |  |  |  |  |  |  |  |  |  |  |
|                                        |                                        |                                        |                                        |                                        |                                        |                                        |                                        |                                        |                                        |                                         |                                         |                                         |                                         |                                            |                                            |                                            |                                            |                                            |                                            |                                            |                                            |                                            |                                            |                                            |                                            |                                 |                                 |                                         |                                         |                                         |                                         |                                         |                                         |                                      |                                      |                                      |                                      |                                   |                                   |                                 |                                 |                                     |                                     |                                     |                                     |                                     |                                     |                                                     |                                                     |                                                     |                                                     |                                                     |                                                     |  |  |  |  |  |  |  |  |  |  |  |  |  |  |  |  |  |  |  |  |  |  |  |  |  |  |  |  |  |  |  |  |  |  |  |  |  |  |  |  |  |  |  |  |  |  |  |  |
|                                        |                                        |                                        |                                        | Filips II van Frankrijk (1165-1223)    | Filips II van Frankrijk (1165-1223)    | Filips II van Frankrijk (1165-1223)    | Filips II van Frankrijk (1165-1223)    | Filips II van Frankrijk (1165-1223)    | Filips II van Frankrijk (1165-1223)    |                                         |                                         |                                         |                                         |                                            |                                            | Isabella van Henegouwen (1170-1190)        | Isabella van Henegouwen (1170-1190)        | Isabella van Henegouwen (1170-1190)        | Isabella van Henegouwen (1170-1190)        | Isabella van Henegouwen (1170-1190)        | Isabella van Henegouwen (1170-1190)        |                                            |                                            |                                            |                                            |                                 |                                 |                                         |                                         |                                         |                                         | Alfons VIII van Castilië (1155-1214)    | Alfons VIII van Castilië (1155-1214)    | Alfons VIII van Castilië (1155-1214) | Alfons VIII van Castilië (1155-1214) | Alfons VIII van Castilië (1155-1214) | Alfons VIII van Castilië (1155-1214) |                                   |                                   |                                 |                                 |                                     |                                     | Eleonora van Engeland (1162-1214)   | Eleonora van Engeland (1162-1214)   | Eleonora van Engeland (1162-1214)   | Eleonora van Engeland (1162-1214)   | Eleonora van Engeland (1162-1214)                   | Eleonora van Engeland (1162-1214)                   |                                                     |                                                     |                                                     |                                                     |  |  |  |  |  |  |  |  |  |  |  |  |  |  |  |  |  |  |  |  |  |  |  |  |  |  |  |  |  |  |  |  |  |  |  |  |  |  |  |  |  |  |  |  |  |  |  |  |
|                                        |                                        |                                        |                                        | Filips II van Frankrijk (1165-1223)    | Filips II van Frankrijk (1165-1223)    | Filips II van Frankrijk (1165-1223)    | Filips II van Frankrijk (1165-1223)    | Filips II van Frankrijk (1165-1223)    | Filips II van Frankrijk (1165-1223)    |                                         |                                         |                                         |                                         |                                            |                                            | Isabella van Henegouwen (1170-1190)        | Isabella van Henegouwen (1170-1190)        | Isabella van Henegouwen (1170-1190)        | Isabella van Henegouwen (1170-1190)        | Isabella van Henegouwen (1170-1190)        | Isabella van Henegouwen (1170-1190)        |                                            |                                            |                                            |                                            |                                 |                                 |                                         |                                         |                                         |                                         | Alfons VIII van Castilië (1155-1214)    | Alfons VIII van Castilië (1155-1214)    | Alfons VIII van Castilië (1155-1214) | Alfons VIII van Castilië (1155-1214) | Alfons VIII van Castilië (1155-1214) | Alfons VIII van Castilië (1155-1214) |                                   |                                   |                                 |                                 |                                     |                                     | Eleonora van Engeland (1162-1214)   | Eleonora van Engeland (1162-1214)   | Eleonora van Engeland (1162-1214)   | Eleonora van Engeland (1162-1214)   | Eleonora van Engeland (1162-1214)                   | Eleonora van Engeland (1162-1214)                   |                                                     |                                                     |                                                     |                                                     |  |  |  |  |  |  |  |  |  |  |  |  |  |  |  |  |  |  |  |  |  |  |  |  |  |  |  |  |  |  |  |  |  |  |  |  |  |  |  |  |  |  |  |  |  |  |  |  |
|                                        |                                        |                                        |                                        |                                        |                                        |                                        |                                        |                                        |                                        | Lodewijk VIII van Frankrijk (1187–1226) | Lodewijk VIII van Frankrijk (1187–1226) | Lodewijk VIII van Frankrijk (1187–1226) | Lodewijk VIII van Frankrijk (1187–1226) | Lodewijk VIII van Frankrijk (1187–1226)    | Lodewijk VIII van Frankrijk (1187–1226)    |                                            |                                            |                                            |                                            |                                            |                                            |                                            |                                            |                                            |                                            |                                 |                                 |                                         |                                         |                                         |                                         |                                         |                                         |                                      |                                      |                                      |                                      | Blanca van Castilië (1188-1252)   | Blanca van Castilië (1188-1252)   | Blanca van Castilië (1188-1252) | Blanca van Castilië (1188-1252) | Blanca van Castilië (1188-1252)     | Blanca van Castilië (1188-1252)     |                                     |                                     |                                     |                                     |                                                     |                                                     |                                                     |                                                     |                                                     |                                                     |  |  |  |  |  |  |  |  |  |  |  |  |  |  |  |  |  |  |  |  |  |  |  |  |  |  |  |  |  |  |  |  |  |  |  |  |  |  |  |  |  |  |  |  |  |  |  |  |
|                                        |                                        |                                        |                                        |                                        |                                        |                                        |                                        |                                        |                                        | Lodewijk VIII van Frankrijk (1187–1226) | Lodewijk VIII van Frankrijk (1187–1226) | Lodewijk VIII van Frankrijk (1187–1226) | Lodewijk VIII van Frankrijk (1187–1226) | Lodewijk VIII van Frankrijk (1187–1226)    | Lodewijk VIII van Frankrijk (1187–1226)    |                                            |                                            |                                            |                                            |                                            |                                            |                                            |                                            |                                            |                                            |                                 |                                 |                                         |                                         |                                         |                                         |                                         |                                         |                                      |                                      |                                      |                                      | Blanca van Castilië (1188-1252)   | Blanca van Castilië (1188-1252)   | Blanca van Castilië (1188-1252) | Blanca van Castilië (1188-1252) | Blanca van Castilië (1188-1252)     | Blanca van Castilië (1188-1252)     |                                     |                                     |                                     |                                     |                                                     |                                                     |                                                     |                                                     |                                                     |                                                     |  |  |  |  |  |  |  |  |  |  |  |  |  |  |  |  |  |  |  |  |  |  |  |  |  |  |  |  |  |  |  |  |  |  |  |  |  |  |  |  |  |  |  |  |  |  |  |  |
|                                        |                                        |                                        |                                        |                                        |                                        |                                        |                                        |                                        |                                        |                                         |                                         |                                         |                                         |                                            |                                            |                                            |                                            |                                            |                                            |                                            |                                            |                                            |                                            |                                            |                                            |                                 |                                 |                                         |                                         |                                         |                                         |                                         |                                         |                                      |                                      |                                      |                                      |                                   |                                   |                                 |                                 |                                     |                                     |                                     |                                     |                                     |                                     |                                                     |                                                     |                                                     |                                                     |                                                     |                                                     |  |  |  |  |  |  |  |  |  |  |  |  |  |  |  |  |  |  |  |  |  |  |  |  |  |  |  |  |  |  |  |  |  |  |  |  |  |  |  |  |  |  |  |  |  |  |  |  |
|                                        |                                        |                                        |                                        |                                        |                                        |                                        |                                        |                                        |                                        |                                         |                                         |                                         |                                         |                                            |                                            |                                            |                                            |                                            |                                            |                                            |                                            |                                            |                                            |                                            |                                            |                                 |                                 |                                         |                                         |                                         |                                         |                                         |                                         |                                      |                                      |                                      |                                      |                                   |                                   |                                 |                                 |                                     |                                     |                                     |                                     |                                     |                                     |                                                     |                                                     |                                                     |                                                     |                                                     |                                                     |  |  |  |  |  |  |  |  |  |  |  |  |  |  |  |  |  |  |  |  |  |  |  |  |  |  |  |  |  |  |  |  |  |  |  |  |  |  |  |  |  |  |  |  |  |  |  |  |
| Filips van Frankrijk (1209-1218)       | Filips van Frankrijk (1209-1218)       | Filips van Frankrijk (1209-1218)       | Filips van Frankrijk (1209-1218)       | Filips van Frankrijk (1209-1218)       | Filips van Frankrijk (1209-1218)       |                                        |                                        | Lodewijk IX van Frankrijk (1214-1270)  | Lodewijk IX van Frankrijk (1214-1270)  | Lodewijk IX van Frankrijk (1214-1270)   | Lodewijk IX van Frankrijk (1214-1270)   | Lodewijk IX van Frankrijk (1214-1270)   | Lodewijk IX van Frankrijk (1214-1270)   |                                            |                                            | Robert I van Artesië (1216-1250)           | Robert I van Artesië (1216-1250)           | Robert I van Artesië (1216-1250)           | Robert I van Artesië (1216-1250)           | Robert I van Artesië (1216-1250)           | Robert I van Artesië (1216-1250)           |                                            |                                            | Alfons van Poitiers (1220-1271)            | Alfons van Poitiers (1220-1271)            | Alfons van Poitiers (1220-1271) | Alfons van Poitiers (1220-1271) | Alfons van Poitiers (1220-1271)         | Alfons van Poitiers (1220-1271)         |                                         |                                         | Isabella van Frankrijk (1225-1270)      | Isabella van Frankrijk (1225-1270)      | Isabella van Frankrijk (1225-1270)   | Isabella van Frankrijk (1225-1270)   | Isabella van Frankrijk (1225-1270)   | Isabella van Frankrijk (1225-1270)   |                                   |                                   | Karel I van Napels (1227-1285)  | Karel I van Napels (1227-1285)  | Karel I van Napels (1227-1285)      | Karel I van Napels (1227-1285)      | Karel I van Napels (1227-1285)      | Karel I van Napels (1227-1285)      |                                     |                                     | 2 jong overleden zusters en 6 jong overleden broers | 2 jong overleden zusters en 6 jong overleden broers | 2 jong overleden zusters en 6 jong overleden broers | 2 jong overleden zusters en 6 jong overleden broers | 2 jong overleden zusters en 6 jong overleden broers | 2 jong overleden zusters en 6 jong overleden broers |  |  |  |  |  |  |  |  |  |  |  |  |  |  |  |  |  |  |  |  |  |  |  |  |  |  |  |  |  |  |  |  |  |  |  |  |  |  |  |  |  |  |  |  |  |  |  |  |